# Grube Katzenberg
Die Grube Katzenberg war ein Schieferbergwerk südöstlich des Ortsbezirks Katzenberg der Stadt Mayen im rheinland-pfälzischen Landkreis Mayen-Koblenz in der Eifel.

## Lage und Geographie

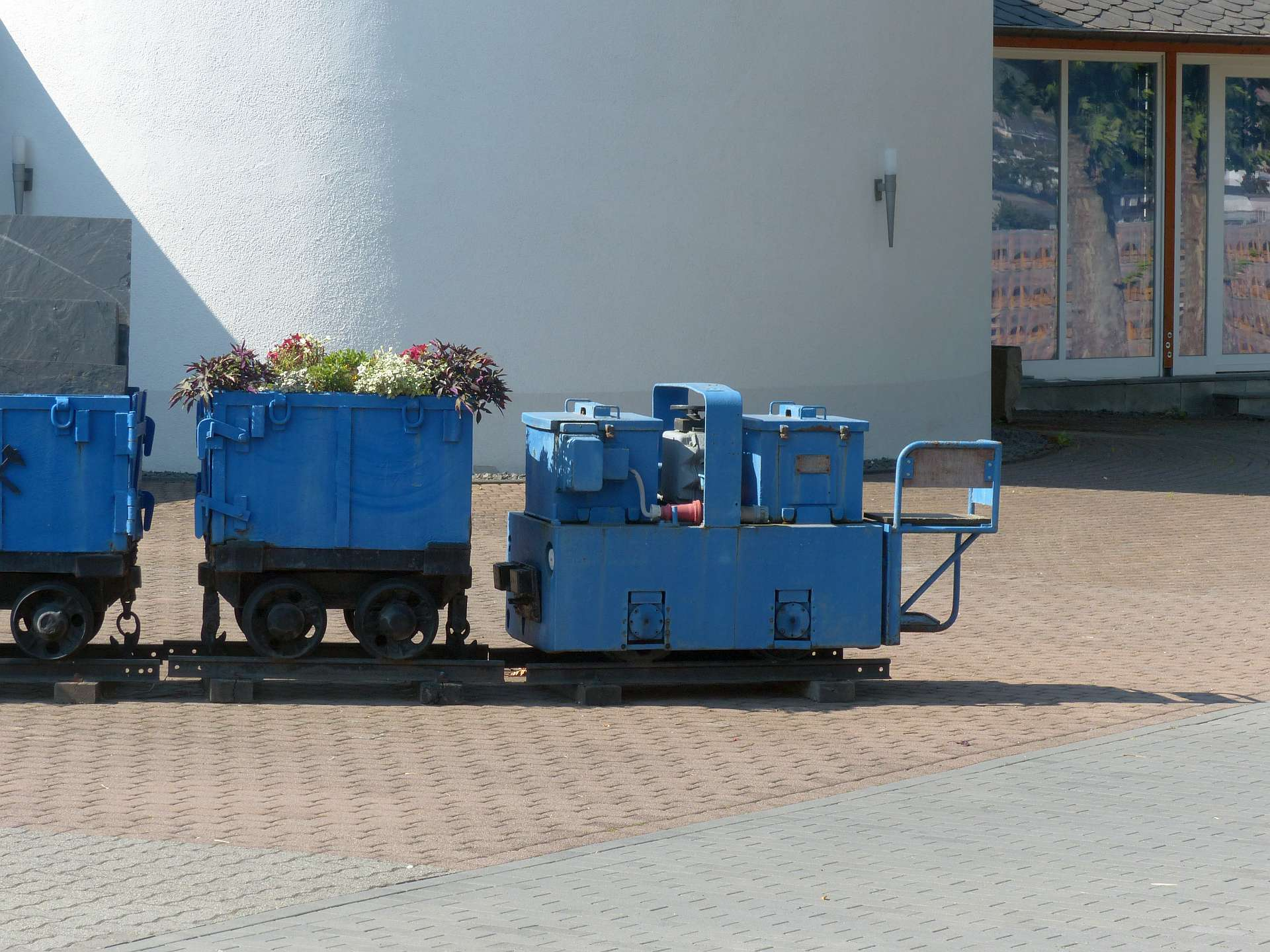
Ehemalige Untertagelok der Grube Katzenberg

Die Werksanlagen und die Schiefergrube lagen in unmittelbarer Nachbarschaft zur Römerwarte in Mayen
an der Moselschiefer-Straße zwischen Vordereifel und Vulkaneifel. Der Katzenberg ist auch Bestandteil des Nationalen GeoParks Laacher See und innerhalb dessen des 1996 gegründeten Vulkanparks (Landkreis Mayen-Koblenz).

## Geschichte
Seit der Römerzeit bis ins Jahr 2019 wurde am Katzenberg Schiefer abgebaut. Im 16. Jahrhundert wurde die Handels- und Herkunftsbezeichnung Moselschiefer geprägt, benannt nach dem ursprünglichen Transportweg über die Mosel an den Niederrhein. Im Jahre 1793 wurde mit der Gründung des Unternehmens durch Johann Baptist Rathscheck die Förderung am Katzenberg weitergeführt. Seit 1904 bis heute ist der Familienkonzern OHG Wilh. Werhahn, Neuss, als Eigentümer der Rathscheck Schiefer und Dach-Systeme KG an dem Mayener Schieferbetrieb Rathscheck-Grube Katzenberg beteiligt.
Die Verbundgrube Katzenberg entstand erst in den 1970er Jahren aus den Gruben Katzenberg und der einen guten Kilometer entfernten Grube Glückauf.
Letztere wurde zuletzt noch zur Bewetterung benutzt. Der Schacht in Katzenberg wurde 1987 modernisiert und war Förder-, Material- und Personenschacht.
1997 erfolgte nach der Ausweitung der Auslandsaktivitäten seit den 1970er Jahren die Aufteilung in die Produktionsgesellschaft I. B. Rathscheck Söhne KG, Moselschieferbergwerke, und die Rathscheck Schiefer und Dach-Systeme KG, Mayen-Katzenberg, in der alle nationalen und internationalen Marktaktivitäten gebündelt sind.
Im Jahre 2003 wurde im Bergwerk Katzenberg die 9. Sohle (303 m Teufe) aufgeschlossen. 2016 erfolgte der Aufschluss der 11. Sohle (400 m Teufe).
Auf der 7. Sohle befindet sich eine Grubenbahn mit Lokomotiven der Fabrikate Schöma und Bartz in der Spurweite 550 mm, die auch noch im Jahre 2015 betrieben wurde. Eine aus Italien stammende Akku-Grubenlokomotive aus dem Hause Belloli wurde nach ihrer Abstellung als Denkmal am nahe gelegenen Fischteich des Anglerverein Mayen/Hausen aufgestellt. Auch eine der Lokomotiven der Firma Bartz ist außer Betrieb und wurde zum Denkmal im Werksgelände.
Für das Jahr 2019 hatte die Werhahn-Gruppe die Beendigung des Schiefer-Abbaus und die Schließung des Bergwerks angekündigt.
Am 29. März 2019 14.45 Uhr fuhr die letzte Lore mit Moselschiefer aus dem Katzenberg – danach schloss sich der Förderturm für die Gewinnung des Rohstoffes aus der Osteifel.

## Verarbeitung
Neben modernen Maschinen beim Abbau und der Förderung war nach dem vorbereitenden Sägen und Spalten des bergfeuchten Schiefer beim abschließenden Zurichten unverändert Handarbeit erforderlich. Im Akkord wurden die vorbereiteten Blöcke auf ihre endgültige Form zugerichtet.

## Nutzung
Mit den beiden Moselschiefer-Bergwerken Katzenberg (Mayen) und Margareta (Polch) der Firma I. B. Rathscheck Söhne KG, Moselschieferbergwerke war bei Mayen die größte Schieferproduktion Mitteleuropas in dieser Region mit – nach eigenem Bekunden – einem Marktanteil von 80 % ansässig. Zuletzt führten nur noch die Produkte aus diesen beiden Bergwerken die Bezeichnung Moselschiefer. Diese Bezeichnung diente zuletzt als Eigenschafts- und Qualitätsangabe, in diesem Falle zur Beschreibung eines Premiumprodukts.
Die in vier Kilometern entfernt liegende Grube Margareta bei Polch-Nettesürsch wurde bis 1996 betrieben. Sie wurde mit einer 485 m langen Förderrampe in Form einer Wendel erschlossen, die von unter Tage einen Abtransport durch Lkw ermöglichte.

## Sonstiges
Schiefergruben in Deutschland gibt oder gab es beispielsweise im Noßertal, im Ruwertal, in Kaub, Altlay, Bundenbach, Schwalefeld, Fredeburg, Nordenau, Lehesten, Unterloquitz und Geroldsgrün. Viele sind inzwischen als Besucherbergwerke zugänglich, wie zum Beispiel das Besucherbergwerk Fell bei Trier. Im Jahre 1986 erwarb die Firma Rathscheck eine weitere bedeutende Schieferproduktionsstätte im Tage- und Untertagebau in Spanien.

## Museen
Das Deutsche Schieferbergwerk vor Ort zu diesem Thema – ein Erlebnisbergwerk und Museum unter der Genovevaburg in Mayen – ist in einem ehemaligen Luftschutzbunker entstanden.